# Harry Hinton
Henry Frederick "Harry" Hinton (Aston (Birmingham), 31 juli 1909 - Belmore (Sydney), 9 mei 1978) was een Australisch motorcoureur en -monteur. Hij was de vader van de motorcoureurs Eric Hinton, Harry Hinton jr. en Robert Hinton.
Harry Hinton werd in Aston geboren als zoon van de arbeider Henry John Thomas Hinton en zijn vrouw Nellie (geboren Hanson). Na de Eerste Wereldoorlog emigreerde het gezin naar Sydney (Australië). In de jaren twintig hadden Harry's vader en twee ooms een motorzaak, Hinton Brothers, in Newtown, een wijk van Sydney.
In 1931 werkte hij als motorkoerier in Sydney en bij een verkeersongeval verloor hij zijn linker oog. Op 5 mei 1932 trouwde hij met de typiste Vienie Kathleen Reid. Tijdens de Tweede Wereldoorlog repareerde hij militaire motorfietsen bij zijn werkgever Bennett & Wood Ltd. in Sydney. Samen met Eric McPherson richtte hij de Motor Cycle Racing Club of New South Wales op. In 1946 opende hij zijn eigen motorzaak in Bankstown en stapte hij over op Norton-motorfietsen (Bennett & Wood was BSA-dealer).

## Carrière
Harry Hinton reed zijn eerste wedstrijd in 1929 tijdens een strandrace in Gerringong. In 1933 won hij met een geleende Norton de 350cc-race van de TT van Australië op de (toen nog) gravelbaan in Phillip Island. Hij werd vertegenwoordiger voor Bennett & Wood Ltd., de BSA-dealer in Sydney. Hij modificeerde BSA-motorfietsen voor wedstrijden en nam als teamcaptain deel aan wegraces, dirttrackraces en betrouwbaarheidsritten. Hij won de Australische Lightweight (250 cc)-race op het Mount Panorama Circuit van Bathurst in 1937 en in 1940 en een zijspanrace in 1938. Toen hij na de Tweede Wereldoorlog zelf Norton-dealer was, won hij in 1947 en 1948 de 350cc-race in Bathurst en tussen 1950 en 1955 won hij vijf keer de 500cc-race.
Toen in het seizoen 1949 het wereldkampioenschap wegrace werd ingesteld, ging hij op initiatief van de Auto Cycle Council of Australia als officiële vertegenwoordiger naar Europa, waar hij deelnam aan de TT van Man, de Grand Prix van België en de TT van Assen, als fabrieksrijder voor Norton. Tijdens de Ulster Grand Prix van 1950 werd hij de eerste Australiër die een podiumplaats (derde) in het wereldkampioenschap bereikte. Daarna werd hij ook in de 350cc-race van de GP des Nations op Monza derde, waarbij hij de snelste ronde reed.
Een zware val tijdens de TT van Assen van 1951 maakte een einde aan zijn internationale carrière, maar in 1952 won hij weer twee klassen in Bathurst met zijn voormalige fabrieks-Nortons. In 1953 won hij vier van de vijf soloraces. Hij werd vijf keer kampioen van Australië en won zeventien maal het Bathurst motorcycle-racing carnival. Nadat hij in juli 1955 stopte met racen gaf hij zijn motorfietsen aan zijn zoons Harry jr. en Eric en hij ondersteunde hen ook als monteur.
Harry Hinton overleed op 9 mei 1978 aan de gevolgen van een hersenbloeding. Zijn zoon Harry jr. was al in 1959 omgekomen door een longontsteking na een val tijdens de Coppa d'Oro Shell in Imola. 

## Wereldkampioenschap wegrace resultaten
(Races in cursief geven de snelste ronde aan)
| Jaar | Klasse | Team   | Motorfiets | 1      | 2     | 3       | 4       | 5       | 6     | 7     | 8     | Punten | Plaats | Wereldkampioen                    |
| ---- | ------ | ------ | ---------- | ------ | ----- | ------- | ------- | ------- | ----- | ----- | ----- | ------ | ------ | --------------------------------- |
| 1949 | 500 cc | Norton | Norton 30M | IOM 9  | ZWI - | NED 8   | BEL 16  | ULS -   | NAT - |       |       | 0      | -      | Les Graham, AJS E90 Porcupine     |
| 1950 | 350 cc | Norton | Norton 40M | IOM 10 | BEL - | NED 6   | ZWI 7   | ULS 3   | NAT 3 |       |       | 9      | 6e     | Bob Foster, Velocette KTT Mk VIII |
| 1950 | 500 cc | Norton | Norton 30M | IOM 10 | BEL 6 | NED 3   | ZWI DNF | ULS DNF | NAT - |       |       | 5      | 9e     | Umberto Masetti, Gilera 500 4C    |
| 1951 | 350 cc | Norton | Norton 40M | SPA -  | ZWI - | IOM DNF | BEL -   | NED -   | FRA - | ULS - | NAT - | 0      | -      | Geoff Duke, Norton 40M            |